# HD222770
HD222770 — хімічно пекулярна зоря спектрального класу A5, що має видиму зоряну величину в смузі V приблизно  7,6.
Вона  розташована на відстані близько 691,0 світлових років від Сонця.